# انتراتیکو
انتراتیکو (به ایتالیایی: Entratico) یک کومونه در ایتالیا است که در استان برگامو واقع شده‌است.

## خصوصیات
انتراتیکو ۴٫۱ کیلومترمربع مساحت و ۱٬۶۲۰ نفر جمعیت دارد و ۲۹۹ متر بالاتر از سطح دریا واقع شده‌است.